# Malintzin (ensayo histórico)
Malintzin, en un fuste, seis rostros y una sola máscara es un ensayo histórico sobre la Malinche, escrito en 1962 por Miguel Ángel Menéndez, autor mexicano y editado por La Prensa, en su colección Populibros.

## Contenido
El libro concilia los orígenes de la nación mexicana con su actualidad. A partir del examen del personaje histórico, la Malinche, también llamada Malintzin o Malinalli, el autor presenta y justifica las motivaciones y las acciones para que se hayan gestado, en su oportunidad histórica, los eventos protagonizados por la princesa, entregada ella como botín de guerra a Hernán Cortés, como resultado de la primera batalla ganada por el conquistador en territorio de lo que actualmente es Tabasco, en México (la Batalla de Centla). Malintzin, en efecto actuó como intermediaria e intérprete entre el propio conquistador (con quien habría de gestar un hijo: Martín Cortés) y los jerarcas de los pueblos mesoamericanos, que serían uno a uno sometidos. Esta intermediación dio a los españoles la capacidad para comprender en poco tiempo y manipular las debilidades y los resquicios políticos de sus adversarios en la guerra que se libró a partir de 1519 y que culminó con la toma de Tenochtitlan durante la conquista de México dos años después.
El texto hace luz en el fondo de los hechos históricos que dieron la pauta tanto para la conquista de los territorios que habían sido dominados por los pueblos indígenas mesoamericanos hasta los albores del siglo XVI, como para el nacimiento, más tarde, tres siglos después, de una nueva nación independiente, tras la dominación española.

El autor consigue mostrarnos a los vencidos sorprendidos, por el vencimiento sorpresivo, que poco a poco, a lo largo de tres siglos, se convierten en los nuevos vencedores con las tácticas antiguas

El autor plantea que Malintzin, educada para la esclavitud y entregada en esa tónica a Cortés después de su triunfo en Centla, escuchó de labios del conquistador la promesa libertaria a los pueblos sometidos a Tenochtitlan. Creyó en esa virtud nuestra Marina en la palabra del capitán hispano pensando que las mesnadas de ultramar podrían llegar a ser los libertadores de Mesoamérica. Y, con Marina creyeron muchos, creyeron pueblos enteros:Tetzcoco, Tlaxcala, Cempoala y muchos otros grandes señoríos. Termina el autor, afrontando la incógnita: ¿Por qué a Malintzin no se le perdona haber incurrido en el mismo error que tantos otros mexicanos?